# Jeremy Corbyn
Jeremy Bernard Corbin (Chippenham, Anglaterra, 26 de maig de 1949) és un polític britànic. Fou el líder del Partit Laborista del Regne Unit i el líder de l'oposició entre el 12 de setembre de 2015, en substitució d'Ed Miliband i el 4 d'abril de 2020, quan fou substituït per Keir Starmer. És membre del Parlament del Regne Unit per Islington (Londres) des del 1983.

## Biografia
Després de la derrota laborista per part del partit conservador a les eleccions de 2015, Ed Miliband va anunciar la seva renúncia com a líder el 8 de maig del 2015 i va ser succeït després de les eleccions al lideratge per Jeremy Corbyn, i la seva tova en la defensa del manteniment en el Referèndum sobre la permanència del Regne Unit dins la Unió Europea de 2016 va ser molt criticada pels seus companys de partit.
A les eleccions avançades en 2017 el partit conservador de Theresa May perdé la majoria absoluta, i els laboristes obtingueren 262, 30 escons més respecte dels comicis de 2015. El 2019, després d'un estancament al Parlament pel Brexit, Corbyn va aprovar la celebració d'un referèndum sobre l'acord de retirada per al que es va mostrar neutral. La seva gestió de diversos afers interns, com ara al·legacions d'antisemitisme i la gestió del Brèxit, va generar un corrent crític important al partit laborista que, al febrer del 2019, es va escindir creant una nova entitat de tendència centrista, el Grup Independent. A les eleccions al Parlament del Regne Unit de 2019, el vot als laboristes va caure fins al 32% i una pèrdua de 60 escons, que va quedar amb 202, el menor des de les eleccions generals de 1935, i Corbyn va anunciar la seva renúncia al liderat del partit, que va exercir durant quatre mesos mentre es van celebrar les eleccions de lideratge per substituir-lo. La seva dimissió com a líder laborista va entrar formalment en vigor l'abril de 2020 després de l'elecció de Keir Starmer.
Corbyn va ser bloquejat per presentar-se com a candidat laborista el març de 2023 per Keir Starmer i en convocar-se les eleccions al Parlament del Regne Unit de 2024, Corbyn va anunciar que es presentaria com a candidat independent per Islington North propiciant la seva expulsió del partit, però tot i això va guanyar la reelecció, i en juliol de 2025, juntament amb Zarah Sultana va anunciar la creació d'un nou partit.